# Asbach (Wiehl)
Der Asbach ist ein 7,1 km langer, linker Nebenfluss der Wiehl in Nordrhein-Westfalen, Deutschland. 

## Geographie

### Verlauf
Der Bach entspringt etwa 300 m östlich von Oberasbach auf einer Höhe von 380 m ü. NHN. Zunächst nach Westen abfließend, passiert der Bach das schon erwähnte Oberasbach, Niederasbach und Dreslingen. Hier wendet sich der Asbach nach Nordwesten und durchfließt Denklingen um bei Brüchermühle auf 230 m ü. NHN linksseitig in die Wiehl zu münden.
Der Asbach entwässert ein 14,6 km² großes Einzugsgebiet über Wiehl, Agger, Sieg und Rhein zur Nordsee. Bei einem Höhenunterschied von 150 m zwischen Quelle und Mündung beträgt das mittlere Sohlgefälle ca. 21 ‰.

### Nebenflüsse
Im Folgenden werden die Nebenflüsse des Asbachs genannt. Die Nennung erfolgt in der Reihenfolge von der Quelle bis zur Mündung.
| Name        | Stat. in km | Lage   | Länge in km | EZG in km² | Mündungshöhe in m ü. NHN | GKZ      |
| ----------- | ----------- | ------ | ----------- | ---------- | ------------------------ | -------- |
| N.N.        | 5,367       | links  | 0,6         | 1,123      | 320                      | 272844 2 |
| Sterzenbach | 2,434       | rechts | 3,0         | 3,314      | 262                      | 272844 4 |
| Brensbach   | 2,169       | links  | 4,1         | 5,359      | 260                      | 272844 6 |